# 光明池駅
光明池駅（こうみょういけえき）は、大阪府堺市南区新檜尾台二丁にある南海電気鉄道泉北線の駅。駅番号はNK91。
車庫が当駅の和泉中央方にある。またほとんどの時間帯で、中百舌鳥方面からの到着列車を中心に、和泉中央行の列車であっても乗務員の交代が行われている。

## 歴史
駅名は堺市と和泉市に跨る光明池にちなんで命名された。駅は堺市に、車庫は和泉市にそれぞれ所在する。駅周辺・ニュータウン地区もこの両市に跨っている。

### 年表
- 1977年（昭和52年）8月20日：栂・美木多 - 当駅間延伸により開業。
- 1995年（平成7年）4月1日：当駅から和泉中央駅まで路線を延伸して途中駅となり[1]、ホームの発車ベルをアラームからメロディに変更。
- 2005年（平成17年）3月末ごろ：コンコースとプラットホーム階の電光掲示板をアナログ方式からLEDを用いた最新型に変更（泉北高速鉄道の駅で初）。
- 2009年（平成21年）
  - 4月：駅内にアンスリー（光明池店）開店（2019年8月閉店、跡地には2020年3月31日にセブン-イレブン泉北高速光明池駅店が開業した）。
  - 7月：耐震補強、駅舎リニューアル工事完了[2]。
- 2022年（令和4年）3月26日：向谷実作曲の発車メロディーが使用開始される[3]。
- 2025年（令和7年）4月1日：泉北高速鉄道が南海電気鉄道への吸収合併に伴い、南海電気鉄道泉北線の駅となる[4]。同時に駅番号をSB05からNK91に変更[4]。

## 駅構造
島式ホーム1面2線の高架駅。改札口は1ヵ所のみ。光明池車庫への側線も延びており、構内には渡り線もある。
なお、泉北線内のみ運転の一部列車が当駅始発、当駅止まりとなっている。

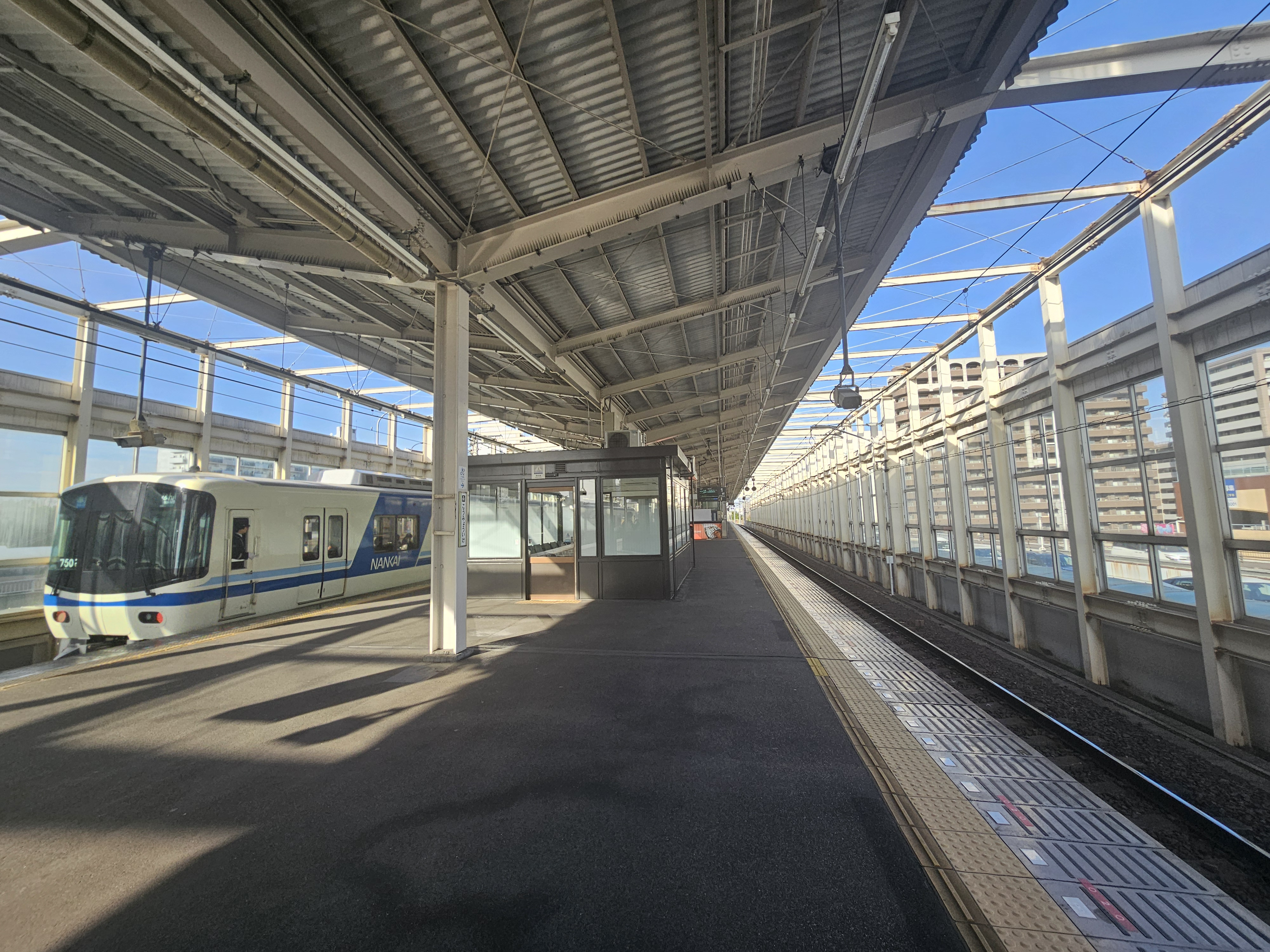
プラットホーム（2025年3月）
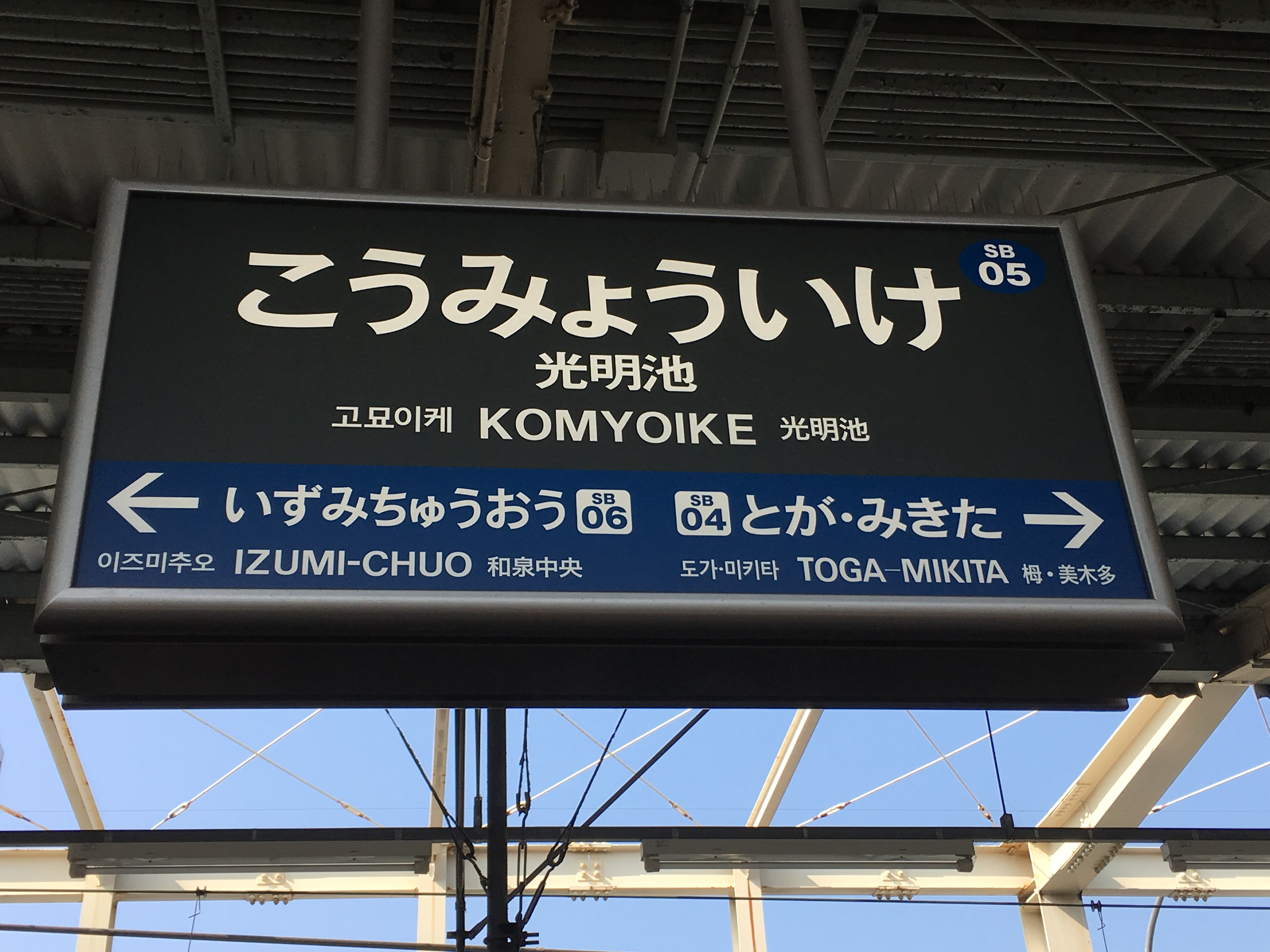
泉北高速鉄道線時代の駅名標
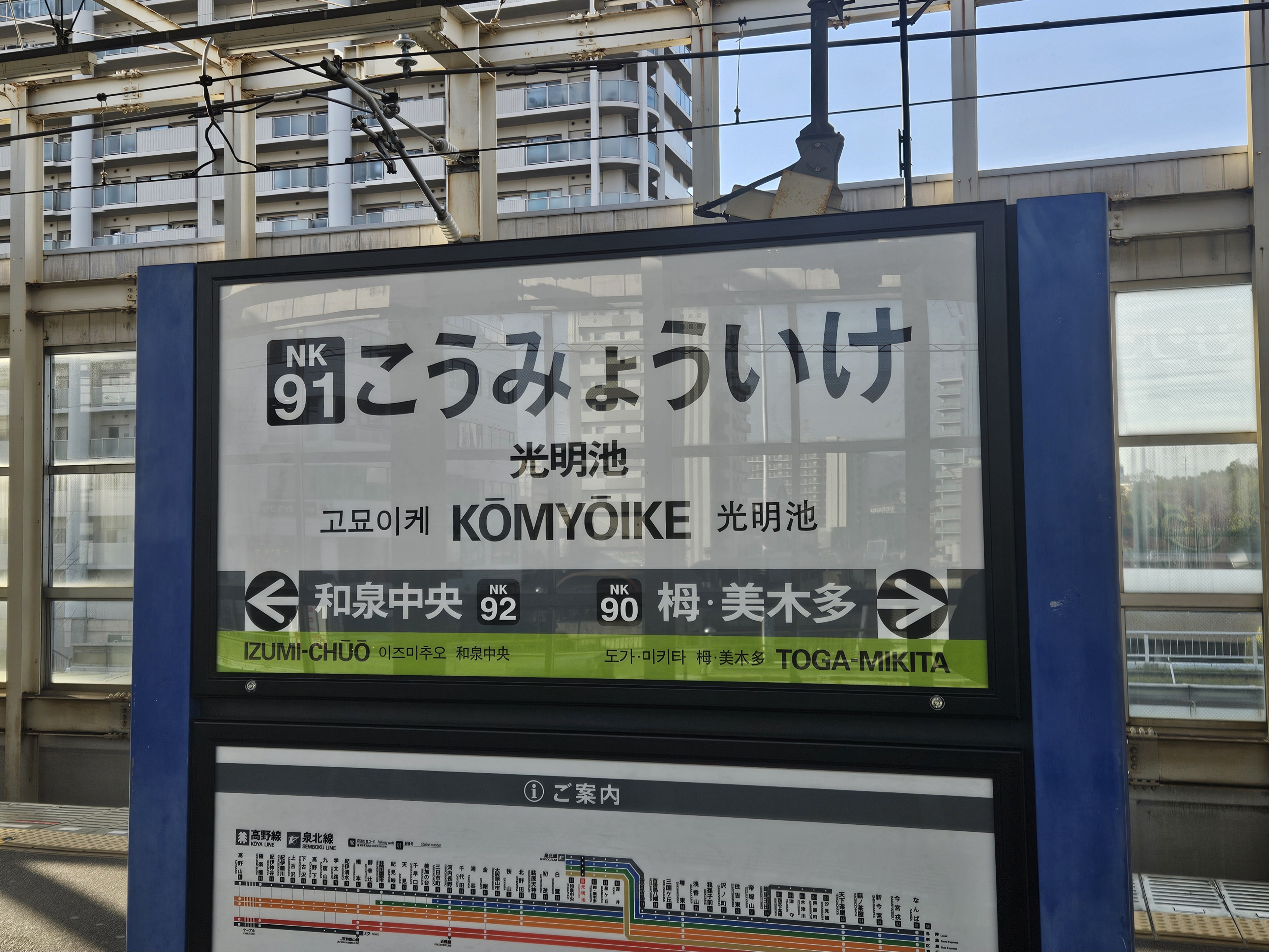
南海電鉄合併後の駅名標（2025年3月）
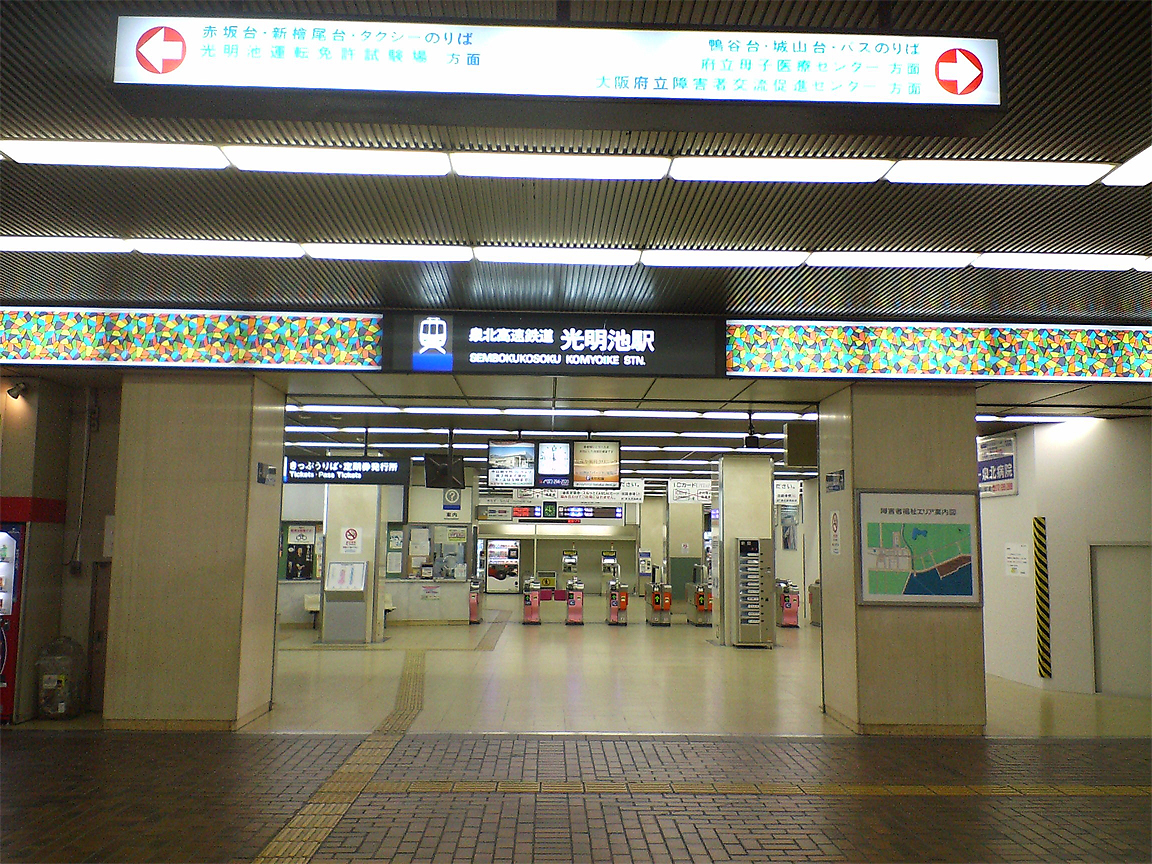
旧泉北高速鉄道線時代の改札口

### のりば
| 番線 | 路線   | 方向 | 行先               |
| ---- | ------ | ---- | ------------------ |
| 1    | 泉北線 | 下り | 和泉中央方面       |
| 2    | 泉北線 | 上り | 中百舌鳥・難波方面 |

## 利用状況
2019年（令和元年）次の1日平均乗降人員は30,149人（乗車人員：14,997人、降車人員：15,152人）である。この数字は中百舌鳥駅を除く泉北高速鉄道（当時）の駅では5駅中第3位である。
1994年から1995年にかけて乗降人員が急激に減っているのは和泉中央駅開業に伴い、和泉市からの利用者を中心にそちらへシフトしたためである。
近年の1日平均乗降・乗車人員は下表の通りである。
| 年次               | 1日平均 乗降人員 | 1日平均 乗車人員 | 出典   |
| ------------------ | ---------------- | ---------------- | ------ |
| 1990年（平成02年） | 48,657           | 24,365           | [ 7 ]  |
| 1991年（平成03年） | 49,988           | 24,983           | [ 8 ]  |
| 1992年（平成04年） | 49,811           | 24,845           | [ 9 ]  |
| 1993年（平成05年） | 50,875           | 25,408           | [ 10 ] |
| 1994年（平成06年） | 51,655           | 25,794           | [ 11 ] |
| 1995年（平成07年） | 44,678           | 22,219           | [ 12 ] |
| 1996年（平成08年） | 43,417           | 21,638           | [ 13 ] |
| 1997年（平成09年） | 41,432           | 20,653           | [ 14 ] |
| 1998年（平成10年） | 40,000           | 19,910           | [ 15 ] |
| 1999年（平成11年） | 38,819           | 19,315           | [ 16 ] |
| 2000年（平成12年） | 38,447           | 19,173           | [ 17 ] |
| 2001年（平成13年） | 37,352           | 18,615           | [ 18 ] |
| 2002年（平成14年） | 36,197           | 18,050           | [ 19 ] |
| 2003年（平成15年） | 36,329           | 18,119           | [ 20 ] |
| 2004年（平成16年） | 36,166           | 18,027           | [ 21 ] |
| 2005年（平成17年） | 36,108           | 18,024           | [ 22 ] |
| 2006年（平成18年） | 35,547           | 17,737           | [ 23 ] |
| 2007年（平成19年） | 35,251           | 17,583           | [ 24 ] |
| 2008年（平成20年） | 34,897           | 17,397           | [ 25 ] |
| 2009年（平成21年） | 33,690           | 16,808           | [ 26 ] |
| 2010年（平成22年） | 33,085           | 16,509           | [ 27 ] |
| 2011年（平成23年） | 32,578           | 16,211           | [ 28 ] |
| 2012年（平成24年） | 32,076           | 15,950           | [ 29 ] |
| 2013年（平成25年） | 32,157           | 16,001           | [ 30 ] |
| 2014年（平成26年） | 31,273           | 15,554           | [ 31 ] |
| 2015年（平成27年） | 31,287           | 15,588           | [ 32 ] |
| 2016年（平成28年） | 30,744           | 15,325           | [ 33 ] |
| 2017年（平成29年） | 30,609           | 15,239           | [ 34 ] |
| 2018年（平成30年） | 30,452           | 15,153           | [ 35 ] |
| 2019年（令和元年） | 30,149           | 14,997           | [ 36 ] |
| 2020年（令和02年） | 24,118           | 12,030           | [ 37 ] |

## 駅周辺
- 泉北ニュータウン光明池地区（赤坂台・新檜尾台・鴨谷台・城山台及び伏屋町・室堂町の一部）
- 国道480号
- 大阪府道38号
- 大阪府道208号
- 大阪府道216号

当駅は泉北ニュータウン光明池地区のターミナル駅でもあり、駅前にはダイエーや大型商業施設「コムボックス　コウミョウイケ」、「光明池 サンピア」の他、光明池運転免許試験場などがあり、駅周辺は通勤・通学など日常の利用客以外に試験会場へ向かう人などで賑わっている。

### 各種施設

#### 堺市南区

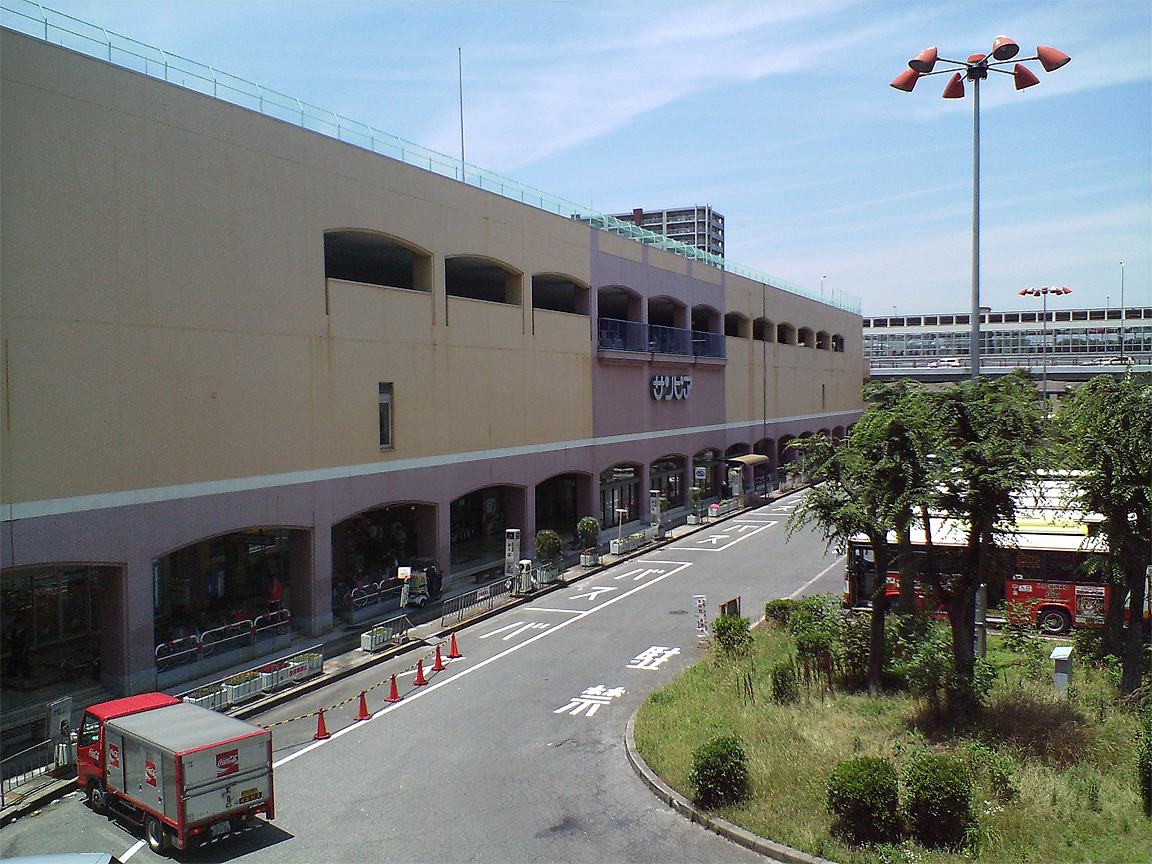
サンピア
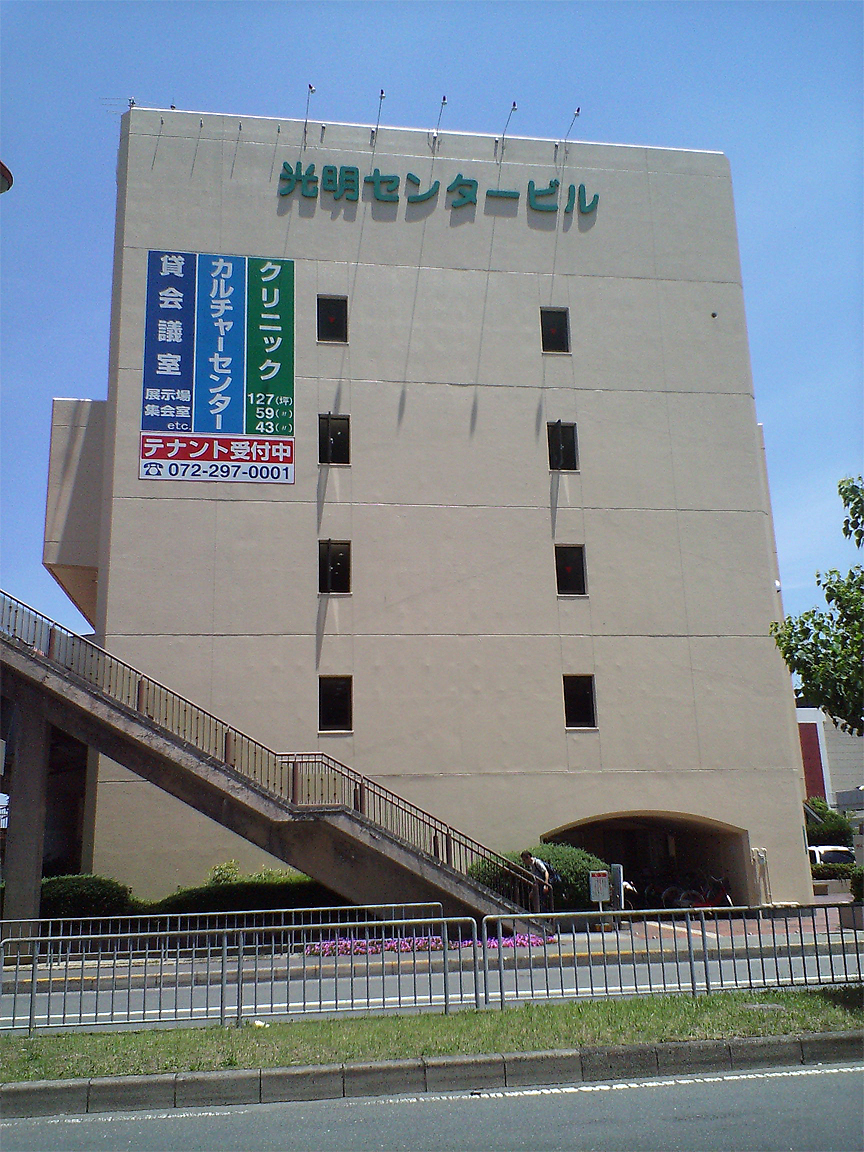
光明センタービル
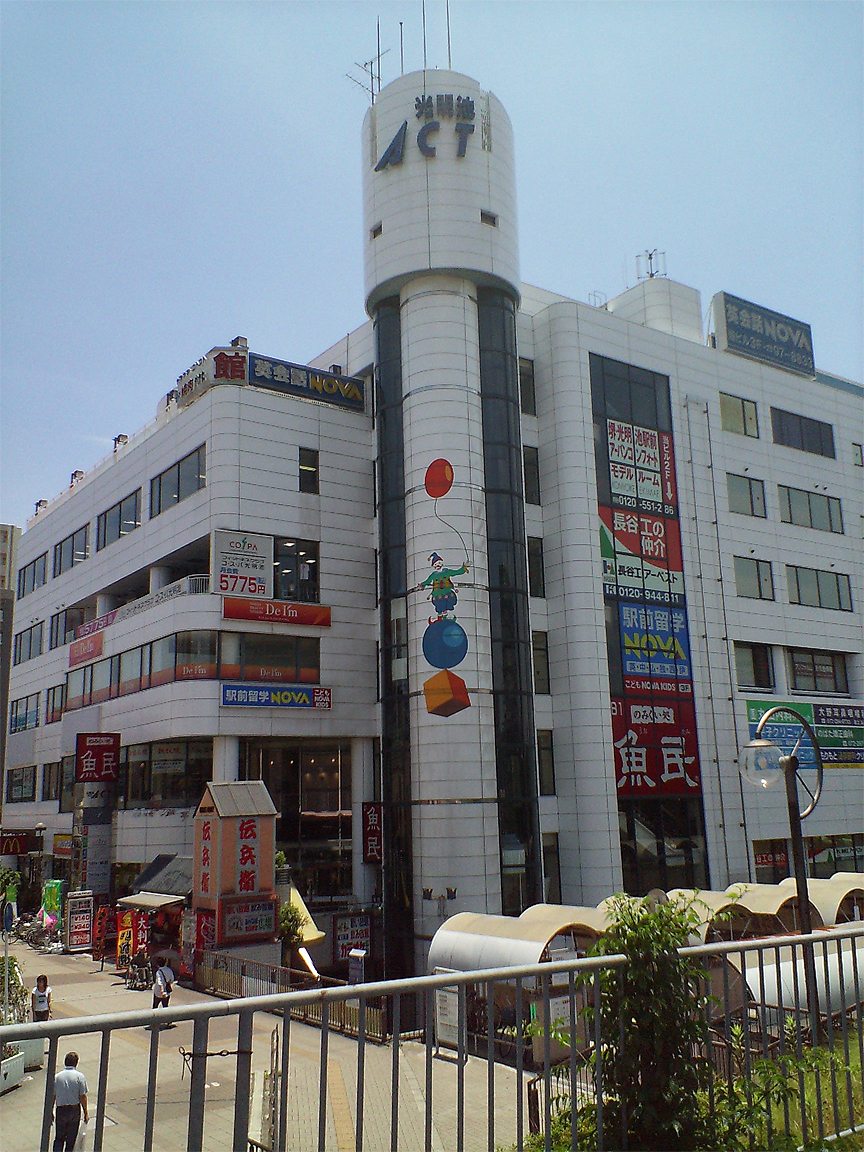
光明池アクト

##### 公共施設・学校
- 堺市立鴨谷体育館
  - 堺市立南図書館美木多分館
- 堺市立南こどもリハビリテーションセンター
- ファインプラザ大阪（大阪府立身体障害者交流促進センター）
- 大阪障害者職業能力開発校
- 南堺警察署光明池駅前交番
- 日本郵便 泉北鴨谷台郵便局
- 大阪府立成美高等学校

##### 金融機関
- りそな銀行 光明池支店
- ATMコーナー
  - PatSat(株式会社ステーションネットワーク関西)
    - 光明池駅改札前に設置

##### 商業施設

###### 光明池サンピア
駅直結の複合商業施設。主要テナントは以下の通り。
- ふたば書房
- ドコモショップ
- auショップ

###### その他の商業施設
- 光明センタービル
- 光明池アクト
- ライフ 城山台店
- サンエー 新檜尾台店
- 泉北メモリアルホール

##### 公園・その他
- 新檜尾台公園
- 鴨谷公園
- 美多彌神社

#### 和泉市

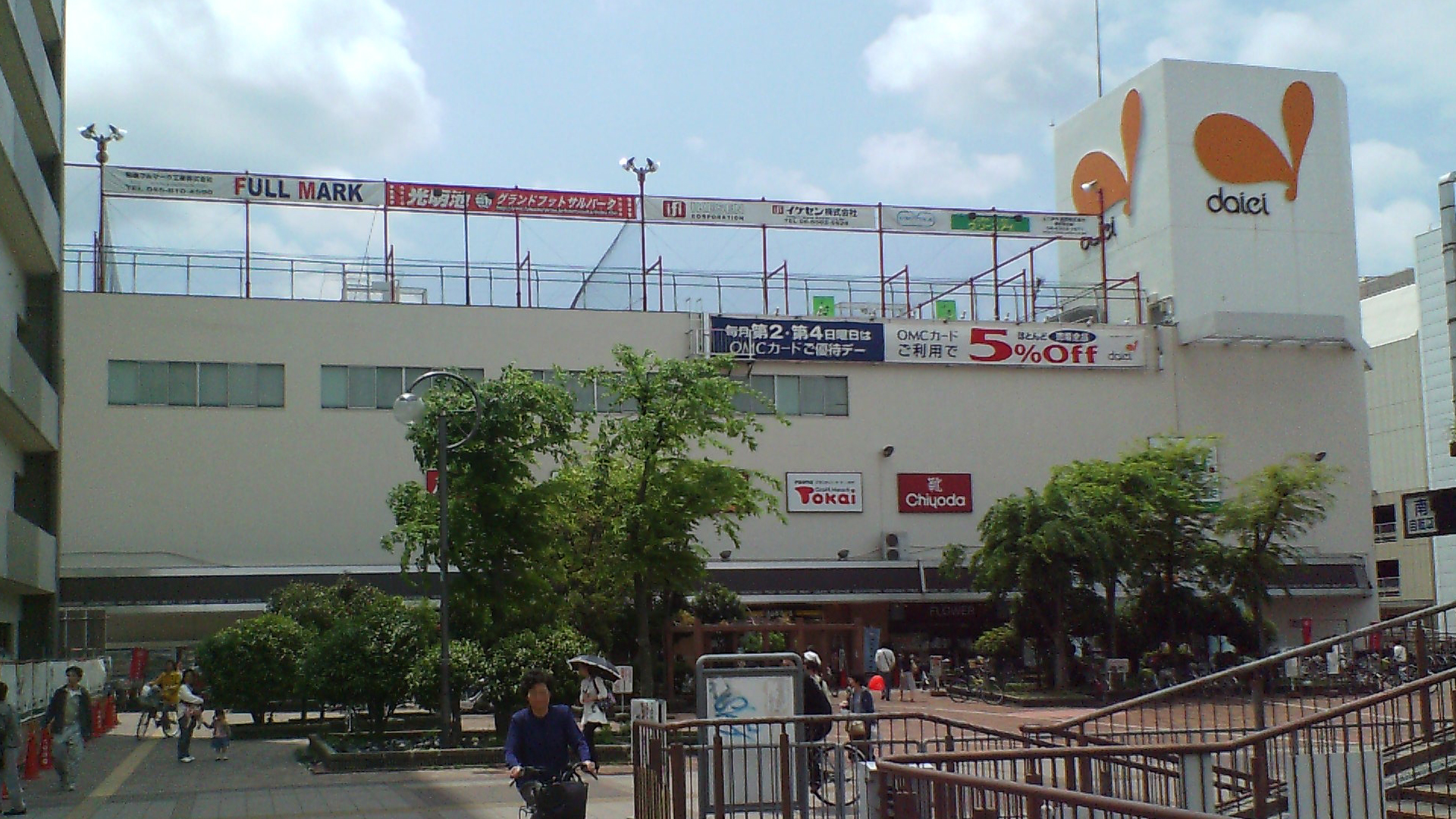
ダイエー 光明池店
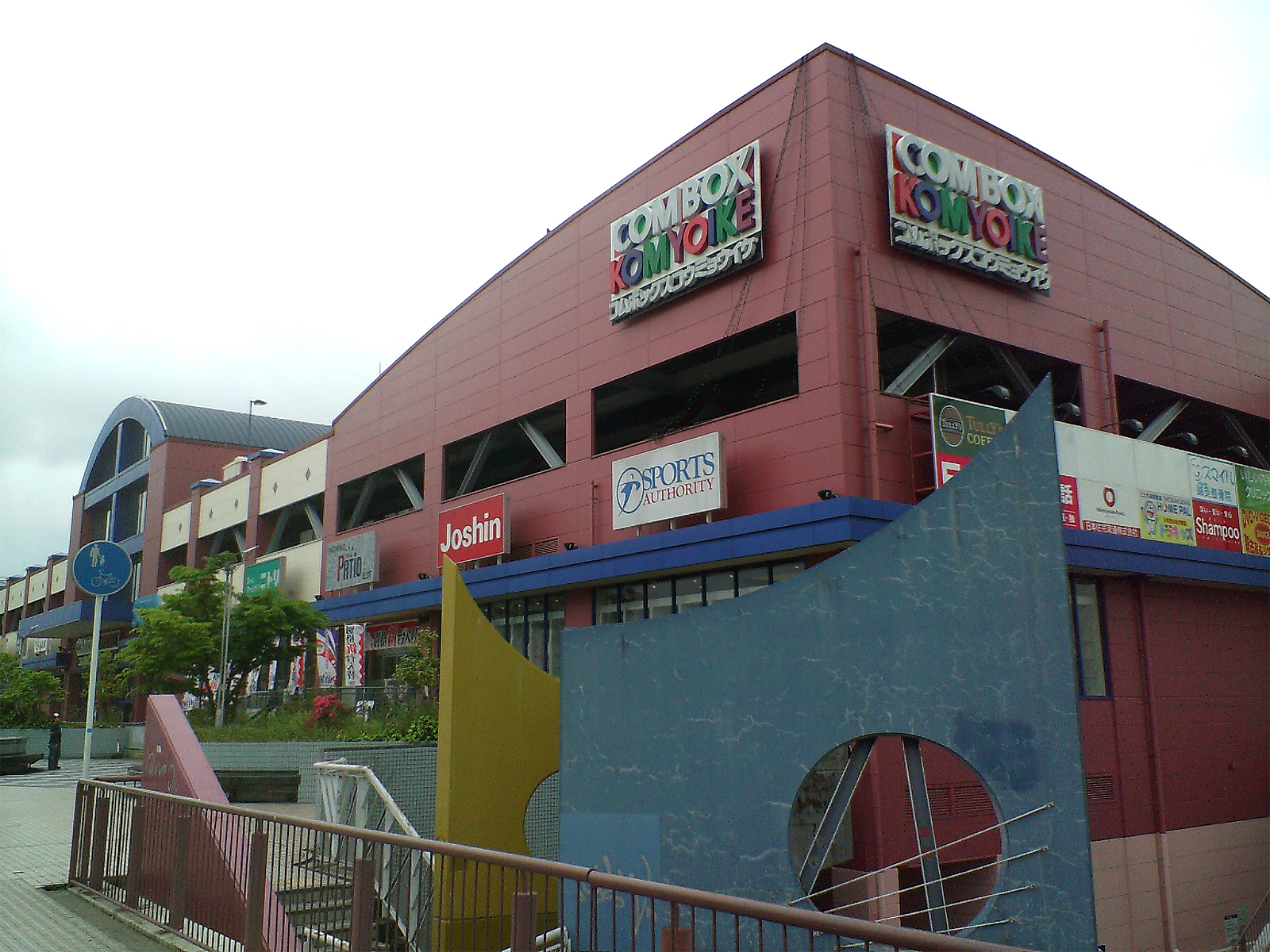
コムボックス コウミョウイケ
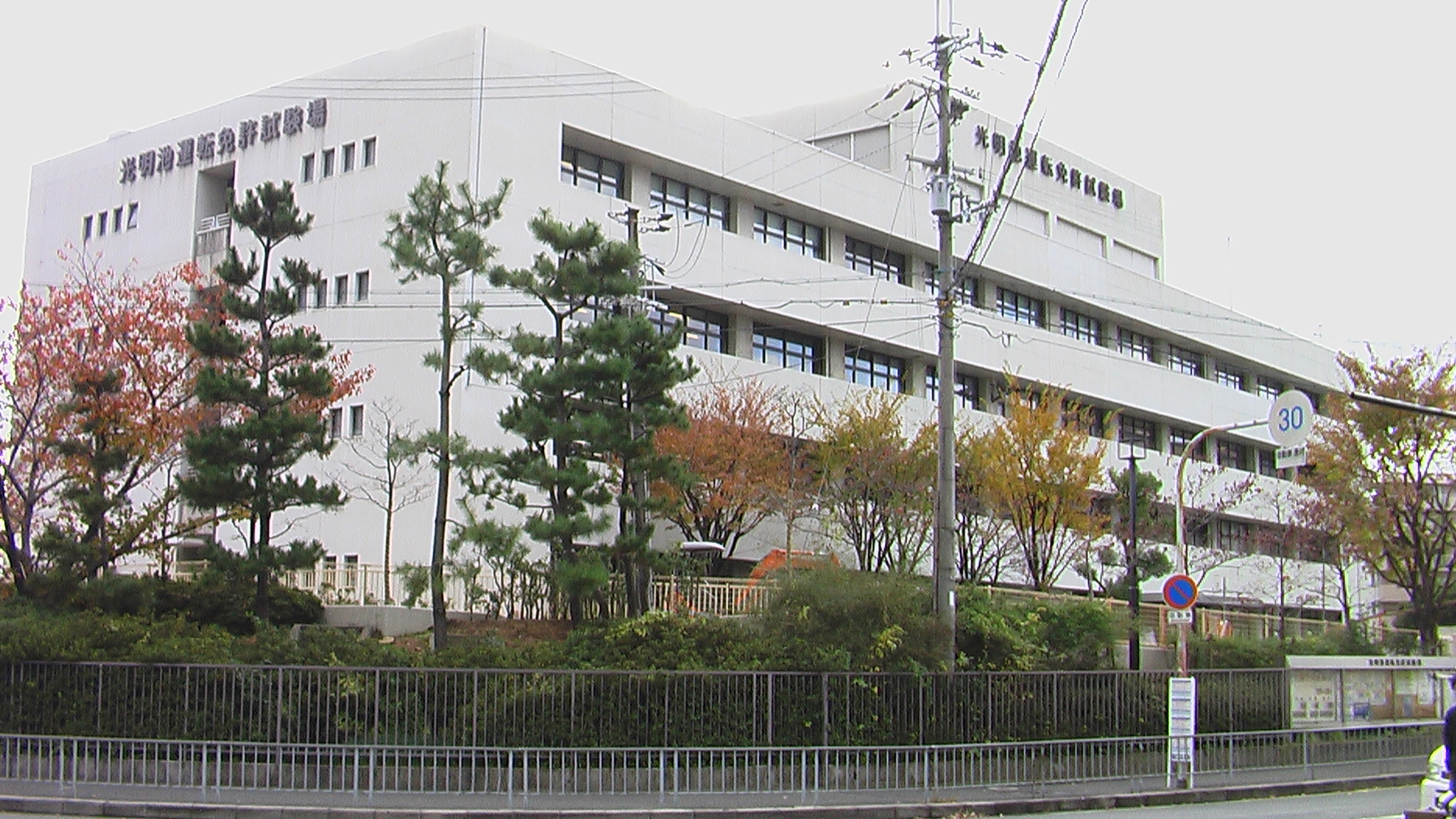
光明池運転免許試験場

##### 公共施設
- 光明池運転免許試験場
- 大阪母子医療センター
- 和泉市リサイクルプラザ彩生館
- 大阪広域水道企業団南部水道事業所
- 南海電気鉄道光明池車庫
- 関西電力南大阪変電所

##### 商業施設

###### コムボックスコウミョウイケ
駅近くに存在する大和ハウスグループが運営する複合商業施設。主要テナントは以下の通り。
- ジョーシン 光明池店
- サイゼリヤ 光明池店
- ユニクロ コムボックス光明池店
- 西松屋 光明池店
- ウエルシア
- ビジョンメガネ
- 宮脇書店 コムボックス光明池店
- マツゲン コムボックス光明池店

###### その他の商業施設
- ダイエー光明池店
- 光明池スポーツガーデン
- エムズコート
  - KOHYO 光明池店
  - ダイソー エムズコート光明池店
- スーパーサンエー 光明台店
- マツゲン 光明池店

##### 公園・その他
- 光明池緑地
- 光明台地区
- 光明池自動車教習所

## バス路線
駅前ロータリーに南海バスが多数発着。停留所名は「光明池駅」。
南海バスの他にはファインプラザ大阪（大阪府立身体障害者交流促進センター）行き専用バスが発着しており、1番のりばはこの便に割り当てられている。

### 南海バス
一般路線は3 - 7番のりばに発着。
| のりば | 担当     | 路線名           | 系統・行先                | 備考                                                                           |
| ------ | -------- | ---------------- | ------------------------- | ------------------------------------------------------------------------------ |
| 3      | 河内長野 | 天野山線         | 401系統：河内長野駅前     |                                                                                |
| 3      | 光明池   | 堺東・光明池線   | 308系統：堺東駅前         |                                                                                |
| 3      | 光明池   | 堺東・光明池線   | 308C系統：鳳駅前          | 早朝1本のみ運行                                                                |
| 4      | 光明池   | 泉北光明池地区線 | 309・309L系統：赤坂台回り | 右回りは朝ラッシュ終わりから深夜まで、左回りは早朝から夕ラッシュ終わりまで運行 |
| 5      | 光明池   | 泉北光明池地区線 | 310・310L系統：城山台回り | 右回りは午前中、左回りは午後以降に運行                                         |
| 6      | 光明池   | 泉大津光明池線   | 321V系統：泉大津駅前      | 平日朝3本のみ運行。和泉中央駅は経由しない                                      |
| 6      | 光明池   | 泉大津光明池線   | 321系統：泉大津駅前       |                                                                                |
| 6      | 光明池   | 泉大津光明池線   | 322系統：光明池車庫       | 日中以外の時間帯に運行                                                         |
| 6      | 光明池   | 泉北光明池地区線 | 324系統：光明台右回り     | 平日のみ運行                                                                   |
| 6      | 光明池   | 泉北光明池地区線 | 325系統：光明台左回り     | 朝に1本のみ運行                                                                |
| 7      | 光明池   | 泉北光明池地区線 | 323系統：みずき台二丁目西 |                                                                                |
| 7      | 光明池   | 泉北光明池地区線 | 309L・310L系統：泉ヶ丘駅  | 日中のみ運行。終点までノンストップ                                             |

#### エアポートリムジンバス
2番のりばからは関西国際空港へ向かうリムジンバスが発車している。光明池営業所の担当。
- エアポートリムジンバス泉北・河内長野空港線
  - （一部りんくうタウン経由）関西空港行き（Sorae）

#### その他
深夜急行バスが降車扱いのみ行う。

## 隣の駅
南海電気鉄道
 泉北線
- ■特急「泉北ライナー」停車駅

■区間急行・■準急行・■各駅停車
栂・美木多駅 (NK90) - 光明池駅 (NK91) - 和泉中央駅 (NK92)